# Élection partielle de Rochester and Strood de 2014
L'élection partielle de Rochester and Strood dans le Kent a eu lieu
le 20 novembre 2014 à la suite de la démission de Mark Reckless.
Cette circonscription comprend la cité de Rochester, la ville de Strood et les environs.
Mark Reckless a été réélu pour le UKIP avec 42,1% des voix.

## Sondages
| Sondeur             | Date                  | Conservateurs | Travaillistes | Libéraux-démocrates | UKIP   | Verts | Autres | Écart |
| ------------------- | --------------------- | ------------- | ------------- | ------------------- | ------ | ----- | ------ | ----- |
| Sondeur             | Date                  |               |               |                     |        |       | Autres | Écart |
| Résultats           | 20 novembre 2014      | 34,7 %        | 16,7 %        | 0,9 %               | 42,1 % | 4,2 % | 2,1 %  | 7,3   |
| Ashcroft            | 7 au 10 novembre 2014 | 32 %          | 17 %          | 2 %                 | 44 %   | 4 %   | 1 %    | 12    |
| Survation           | 27 au 28 octobre 2014 | 33 %          | 16 %          | 1 %                 | 48 %   | 2 %   | 2 %    | 15    |
| ComRes              | 17 au 21 octobre 2014 | 30 %          | 21 %          | 3 %                 | 43 %   | 2 %   | 1 %    | 13    |
| Survation           | 4 octobre 2014        | 31 %          | 25 %          | 2 %                 | 40 %   | 1 %   | 0,2 %  | 9     |
| Élections générales | 6 mai 2010            | 49,2 %        | 28,5 %        | 16,3 %              | -      | 1,5 % | 4,5 %  | 20,7  |